# Кисел, Брианна
Брианна Кисел (англ. Brianna Kiesel; род. 8 июля 1993 в Ютике, Нью-Йорк, США) — американская профессиональная баскетболистка, выступала в женской национальной баскетбольной ассоциации. Была выбрана на драфте ВНБА 2015 года во втором раунде под общим тринадцатым номером командой «Талса Шок». Играет на позиции разыгрывающего защитника. В настоящее время выступает в чемпионате Венгрии за команду «Карго Уни Дьёр».

## Ранние годы
Брианна родилась 8 июля 1993 года в городе Ютика (штат Нью-Йорк) в семье Стива Кисела и Никки Хаймс, у неё есть сестра, Она, училась там же в средней школе имени Томаса Р. Проктора, в которой играла за местную баскетбольную команду.